# BNP Paribas Open 2018
BNP Paribas Open 2018, známý také jako Indian Wells Masters 2018, byl společný tenisový turnaj mužského okruhu ATP World Tour a ženského okruhu WTA Tour, hraný v areálu Indian Wells Tennis Garden na otevřených dvorcích s tvrdým povrchem Plexipave. Konal se mezi 5. až 18. březnem 2018 v kalifornském Indian Wells jako 43. ročník mužského a 30. ročník ženského turnaje.
Mužská polovina se po grandslamu řadila do druhé nejvyšší kategorie okruhu ATP World Tour Masters 1000 a její dotace činila 8 909 960 amerických dolarů. Ženská část disponovala rozpočtem 8 648 508 dolarů a stala se také součástí druhé nejvyšší úrovně okruhu WTA Premier Mandatory. Kalifornská událost v těchto kategoriích tradičně představovala úvodní turnaj sezóny.
Nejvýše nasazenými v singlových soutěžích se stali světové jedničky Roger Federer ze Švýcarska a Simona Halepová z Rumunska. Jako poslední přímí účastníci do dvouhry nastoupili   německý 94. hráč žebříčku Maximilian Marterer a mezi ženami chorvatská 81. žena klasifikace Petra Martićová. Po dlouhodobém výpadku na okruhu WTA Tour do turnaje zasáhnou bývalé světové jedničky Serena Williamsová a Viktoria Azarenková.
Poprvé v historii turnaje nabídli organizátoři bonus 1 milionu dolarů tenistovi, který by v rámci jednoho ročníku vyhrál dvouhru i čtyřhru.
První trofej ze série Masters získal 29letý Juan Martín del Potro, pro něhož to byla dvacátá druhá singlová trofej na okruhu ATP Tour. Ve finále přitom odvrátil tři mečboly Rogeru Federovi. Premiérový titul na okruhu WTA Tour vybojovala Japonka Naomi Ósakaová, která se ve 20 letech stala nejmladší šampionkou turnaje Premier Mandatory od výhry Caroline Wozniacké na China Open 2010. Mužského debla ovládl americký pár John Isner a Jack Sock, jehož členové si připsali druhou společnou trofej a každý z nich třetí ze série Masters. Vítězem ženské čtyřhry se stal tchajwansko-český pár Sie Šu-wej a Barbora Strýcová, jehož členky odehrály první společný turnaj v kariéře.

## Rozdělení bodů a finančních odměn

### Rozdělení bodů
| Soutěž       | vítězové | finalisté | semifinalisté | čtvrtfinalisté | 16 v kole | 32 v kole | 64 v kole | 96 v kole | Q  | Q2 | Q1 |
| ------------ | -------- | --------- | ------------- | -------------- | --------- | --------- | --------- | --------- | -- | -- | -- |
| dvouhra mužů | 1000     | 600       | 360           | 180            | 90        | 45        | 25        | 10        | 16 | 8  | 0  |
| čtyřhra mužů | 1000     | 600       | 360           | 180            | 90        | 0         | —         | —         | —  | —  | —  |
| dvouhra žen  | 1000     | 650       | 390           | 215            | 120       | 65        | 35        | 10        | 30 | 20 | 2  |
| čtyřhra žen  | 1000     | 650       | 390           | 215            | 120       | 10        | —         | —         | —  | —  | —  |

### Finanční odměny
| Soutěž                                | vítězové   | finalisté | semifinalisté | čtvrtfinalisté | 16 v kole | 32 v kole | 64 v kole | 96 v kole | Q2     | Q1     |
| ------------------------------------- | ---------- | --------- | ------------- | -------------- | --------- | --------- | --------- | --------- | ------ | ------ |
| dvouhra mužů                          | $1 340 860 | $654 380  | $327 965      | $167 195       | $88 135   | $47 170   | $25 465   | $15 610   | $4 650 | $2 380 |
| dvouhra žen                           | $1 340 860 | $654 380  | $327 965      | $167 195       | $88 135   | $47 170   | $25 465   | $15 610   | $4 650 | $2 380 |
| čtyřhra mužů                          | $439 350   | $214 410  | $107 470      | $54 760        | $28 880   | $15 460   | —         | —         | —      | —      |
| čtyřhra žen                           | $439 350   | $214 410  | $107 470      | $54 760        | $28 880   | $15 460   | —         | —         | —      | —      |
| částky ve čtyřhře jsou uvedeny na pár |            |           |               |                |           |           |           |           |        |        |

## Dvouhra mužů

### Nasazení
| Nasazení                      | Stát                | Hráč                  | ATP |
| ----------------------------- | ------------------- | --------------------- | --- |
| 1.                            | Švýcarsko           | Roger Federer         | 1.  |
| 2.                            | Chorvatsko          | Marin Čilić           | 3.  |
| 3.                            | Bulharsko           | Grigor Dimitrov       | 4.  |
| 4.                            | Německo             | Alexander Zverev      | 5.  |
| 5.                            | Rakousko            | Dominic Thiem         | 6.  |
| 6.                            | Argentina           | Juan Martín del Potro | 8.  |
| 7.                            | Jižní Afrika        | Kevin Anderson        | 9.  |
| 8.                            | USA                 | Jack Sock             | 10. |
| 9.                            | Francie             | Lucas Pouille         | 12. |
| 10.                           | Srbsko              | Novak Djoković        | 13. |
| 11.                           | Španělsko           | Pablo Carreño Busta   | 14. |
| 12.                           | Česko               | Tomáš Berdych         | 15. |
| 13.                           | Španělsko           | Roberto Bautista Agut | 16. |
| 14.                           | Argentina           | Diego Schwartzman     | 17. |
| 15.                           | USA                 | John Isner            | 18. |
| 16.                           | Itálie              | Fabio Fognini         | 19. |
| 17.                           | Austrálie           | Nick Kyrgios          | 20. |
| 18.                           | USA                 | Sam Querrey           | 21. |
| 19.                           | Španělsko           | Albert Ramos-Viñolas  | 22. |
| 20.                           | Francie             | Adrian Mannarino      | 23. |
| 21.                           | Spojené království  | Kyle Edmund           | 24. |
| 22.                           | Japonsko            | Kei Nišikori          | 25. |
| 23.                           | Jižní Korea         | Čong Hjon             | 26. |
| 24.                           | Lucembursko         | Gilles Müller         | 27. |
| 25.                           | Srbsko              | Filip Krajinović      | 28. |
| 26.                           | Bosna a Hercegovina | Damir Džumhur         | 30. |
| 27.                           | Rusko               | Andrej Rubljov        | 31. |
| 28.                           | Španělsko           | Feliciano López       | 32. |
| 29.                           | Španělsko           | David Ferrer          | 33. |
| 30.                           | Uruguay             | Pablo Cuevas          | 34. |
| 31.                           | Německo             | Philipp Kohlschreiber | 37. |
| 32.                           | Kanada              | Milos Raonic          | 38. |
| Žebříček ATP k 5. březnu 2018 |                     |                       |     |

### Jiné formy účasti

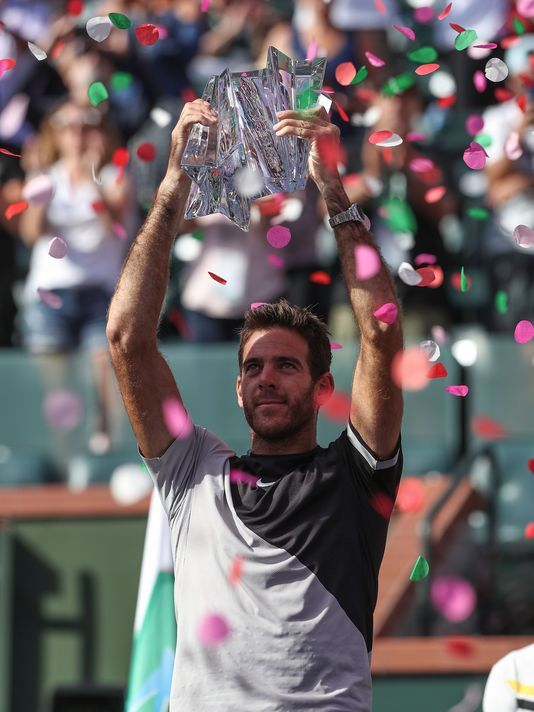
Argentinec Juan Martín del Potro s trofejí pro vítěze dvouhry

Následující hráči obdrželi divokou kartu do hlavní soutěže:
- Alex de Minaur
- Ernesto Escobedo
- Bradley Klahn
- Reilly Opelka
- Tennys Sandgren

Následující hráč nastoupil do hlavní soutěže pod žebříčkovou ochranou
- Jošihito Nišioka

Následující hráči postoupili z kvalifikace:
- Félix Auger-Aliassime
- Marcos Baghdatis
- Ričardas Berankis
- Juki Bhambri
- Taró Daniel
- Evan King
- Mitchell Krueger
- Nicolas Mahut
- Cameron Norrie
- Peter Polansky
- Vasek Pospisil
- Tim Smyczek

Následující hráči postoupili z kvalifikace jako tzv. šťastní poražení:
- Ruben Bemelmans
- Matteo Berrettini
- Dudi Sela

### Odhlášení
před zahájením turnaje
- Aljaž Bedene → nahradil jej  Michail Južnyj
- Alexandr Dolgopolov → nahradil jej  Ivo Karlović
- Guillermo García-López → nahradil jej  Maximilian Marterer
- Richard Gasquet → nahradil jej  Lukáš Lacko
- David Goffin → nahradil jej  Nicolás Kicker
- Robin Haase → nahradil jej  Radu Albot
- Denis Istomin → nahradil jej  Dudi Sela
- Nick Kyrgios → nahradil jej  Matteo Berrettini
- Paolo Lorenzi → nahradil jej  Stefanos Tsitsipas
- Lu Jan-sun → nahradil jej  Taylor Fritz
- Florian Mayer → nahradil jej  Frances Tiafoe
- Andy Murray → nahradil jej  Víctor Estrella Burgos
- Rafael Nadal → nahradil jej  Marius Copil
- Kei Nišikori → nahradil jej  Ruben Bemelmans
- Andreas Seppi → nahradil jej  Márton Fucsovics
- Jo-Wilfried Tsonga → nahradil jej  Laslo Djere
- Stan Wawrinka → nahradil jej  Jérémy Chardy

### Skrečování
- Nikoloz Basilašvili
- Gaël Monfils
- Dominic Thiem

## Mužská čtyřhra

### Nasazení
| Stát                                                                                   | Hráč                  | Stát       | Hráč          | ATP | Nasazení |
| -------------------------------------------------------------------------------------- | --------------------- | ---------- | ------------- | --- | -------- |
| Polsko                                                                                 | Łukasz Kubot          | Brazílie   | Marcelo Melo  | 2.  | 1.       |
| Finsko                                                                                 | Henri Kontinen        | Austrálie  | John Peers    | 7.  | 2.       |
| Rakousko                                                                               | Oliver Marach         | Chorvatsko | Mate Pavić    | 11. | 3.       |
| Spojené království                                                                     | Jamie Murray          | Brazílie   | Bruno Soares  | 17. | 4.       |
| Francie                                                                                | Pierre-Hugues Herbert | Francie    | Nicolas Mahut | 20. | 5.       |
| USA                                                                                    | Bob Bryan             | USA        | Mike Bryan    | 28. | 6.       |
| Chorvatsko                                                                             | Ivan Dodig            | USA        | Rajeev Ram    | 33. | 7.       |
| Kolumbie                                                                               | Juan Sebastián Cabal  | Kolumbie   | Robert Farah  | 40. | 8.       |
| Žebříček ATP k 5. březnu 2018; číslo je součtem žebříčkového postavení obou členů páru |                       |            |               |     |          |

### Jiné formy účasti
Následující páry obdržely divokou kartu do hlavní soutěže:
Následující páry nastoupily z pozice náhradníka:
- Steve Johnson /  Daniel Nestor
- Philipp Petzschner /  Dominic Thiem

## Ženská dvouhra

### Nasazení
| Nasazení                      | Stát               | Hráčka                     | WTA |
| ----------------------------- | ------------------ | -------------------------- | --- |
| 1.                            | Rumunsko           | Simona Halepová            | 1.  |
| 2.                            | Dánsko             | Caroline Wozniacká         | 2.  |
| 3.                            | Španělsko          | Garbiñe Muguruzaová        | 3.  |
| 4.                            | Ukrajina           | Elina Svitolinová          | 4.  |
| 5.                            | Česko              | Karolína Plíšková          | 5.  |
| 6.                            | Lotyšsko           | Jeļena Ostapenková         | 6.  |
| 7.                            | Francie            | Caroline Garciaová         | 7.  |
| 8.                            | USA                | Venus Williamsová          | 8.  |
| 9.                            | Česko              | Petra Kvitová              | 9.  |
| 10.                           | Německo            | Angelique Kerberová        | 10. |
| 11.                           | Spojené království | Johanna Kontaová           | 11. |
| 12.                           | Německo            | Julia Görgesová            | 12. |
| 13.                           | USA                | Sloane Stephensová         | 13. |
| 14.                           | Francie            | Kristina Mladenovicová     | 15. |
| 15.                           | USA                | Madison Keysová            | 14. |
| 16.                           | Austrálie          | Ashleigh Bartyová          | 21. |
| 17.                           | USA                | Coco Vandewegheová         | 16. |
| 18.                           | Slovensko          | Magdaléna Rybáriková       | 17. |
| 19.                           | Rusko              | Světlana Kuzněcovová       | 18. |
| 20.                           | Rusko              | Darja Kasatkinová          | 19. |
| 21.                           | Lotyšsko           | Anastasija Sevastovová     | 20. |
| 22.                           | Belgie             | Elise Mertensová           | 22. |
| 23.                           | Rusko              | Anastasija Pavljučenkovová | 23. |
| 24.                           | Rusko              | Jelena Vesninová           | 24. |
| 25.                           | Česko              | Barbora Strýcová           | 25. |
| 26.                           | Austrálie          | Darja Gavrilovová          | 26. |
| 27.                           | Španělsko          | Carla Suárezová Navarrová  | 27. |
| 28.                           | Estonsko           | Anett Kontaveitová         | 28. |
| 29.                           | Nizozemsko         | Kiki Bertensová            | 29. |
| 30.                           | Slovensko          | Dominika Cibulková         | 30. |
| 31.                           | Polsko             | Agnieszka Radwańská        | 32. |
| 32.                           | Čína               | Čang Šuaj                  | 33. |
| Žebříček WTA k 5. březnu 2018 |                    |                            |     |

### Jiné formy účasti
Následující hráčky obdržely divokou kartu do hlavní soutěže:
- Amanda Anisimovová
- Viktoria Azarenková
- Eugenie Bouchardová
- Danielle Collinsová
- Kayla Dayová
- Caroline Dolehideová
- Claire Liuová
- Sofja Žuková

Následující hráčky postoupily z kvalifikace:
- Lara Arruabarrenová
- Madison Brengleová
- Tuan Jing-jing
- Sie Šu-wej
- Sofia Keninová
- Kurumi Narová
- Monica Niculescuová
- Sara Sorribesová Tormová
- Taylor Townsendová
- Sachia Vickeryová
- Yanina Wickmayerová
- Věra Zvonarevová

#### Odhlášení
před zahájením turnaje
- Margarita Gasparjanová → nahradila ji  Belinda Bencicová
- Camila Giorgiová → nahradila ji  Pauline Parmentierová
- Ana Konjuhová → nahradila ji  Kaia Kanepiová
- Mirjana Lučićová Baroniová → nahradila ji  Alison Van Uytvancková
- Pcheng Šuaj → nahradila ji  Verónica Cepedeová Roygová
- Lucie Šafářová → nahradila ji  Petra Martićová
- Laura Siegemundová → nahradila ji  Lauren Davisová

### Skrečování
- Kateřina Siniaková
- Carina Witthöftová

## Ženská čtyřhra

### Nasazení
| Stát                                                                                    | Hráčka                | Stát             | Hráčka                         | WTA | Nasazení |
| --------------------------------------------------------------------------------------- | --------------------- | ---------------- | ------------------------------ | --- | -------- |
| Rusko                                                                                   | Jekatěrina Makarovová | Rusko            | Jelena Vesninová               | 6.  | 1.       |
| Čínská Tchaj-pej                                                                        | Čan Chao-čching       | Čínská Tchaj-pej | Latisha Chan                   | 16. | 2.       |
| Kanada                                                                                  | Gabriela Dabrowská    | Čína             | Sü I-fan                       | 20. | 3.       |
| Maďarsko                                                                                | Tímea Babosová        | Francie          | Kristina Mladenovicová         | 23. | 4.       |
| Rumunsko                                                                                | Monica Niculescuová   | Česko            | Andrea Sestini Hlaváčková      | 23. | 5.       |
| Česko                                                                                   | Barbora Krejčíková    | Česko            | Kateřina Siniaková             | 42. | 6.       |
| Nizozemsko                                                                              | Kiki Bertensová       | Švédsko          | Johanna Larssonová             | 44. | 7.       |
| Slovinsko                                                                               | Andreja Klepačová     | Španělsko        | María José Martínez Sánchezová | 44. | 8.       |
| Žebříček WTA k 5. březnu 2018; číslo je součtem žebříčkového postavení obou členek páru |                       |                  |                                |     |          |

### Jiné formy účasti
Následující páry obdržely divokou kartu do hlavní soutěže:
- Viktoria Azarenková /  Aryna Sabalenková
- Eugenie Bouchardová /  Sloane Stephensová
- Karolína Plíšková /  Kristýna Plíšková

## Přehled finále

### Mužská dvouhra
- Juan Martín del Potro vs.  Roger Federer, 6–4, 6–7(8–10), 7–6(7–2)

### Ženská dvouhra
- Naomi Ósakaová vs.  Darja Kasatkinová, 6–3, 6–2

### Mužská čtyřhra
- John Isner /  Jack Sock vs.  Bob Bryan /  Mike Bryan, 7–6(7–4), 7–6(7–2)

### Ženská čtyřhra
- Sie Šu-wej /  Barbora Strýcová vs.   Jekatěrina Makarovová /  Jelena Vesninová, 6–4, 6–4